# 항공 의료 서비스

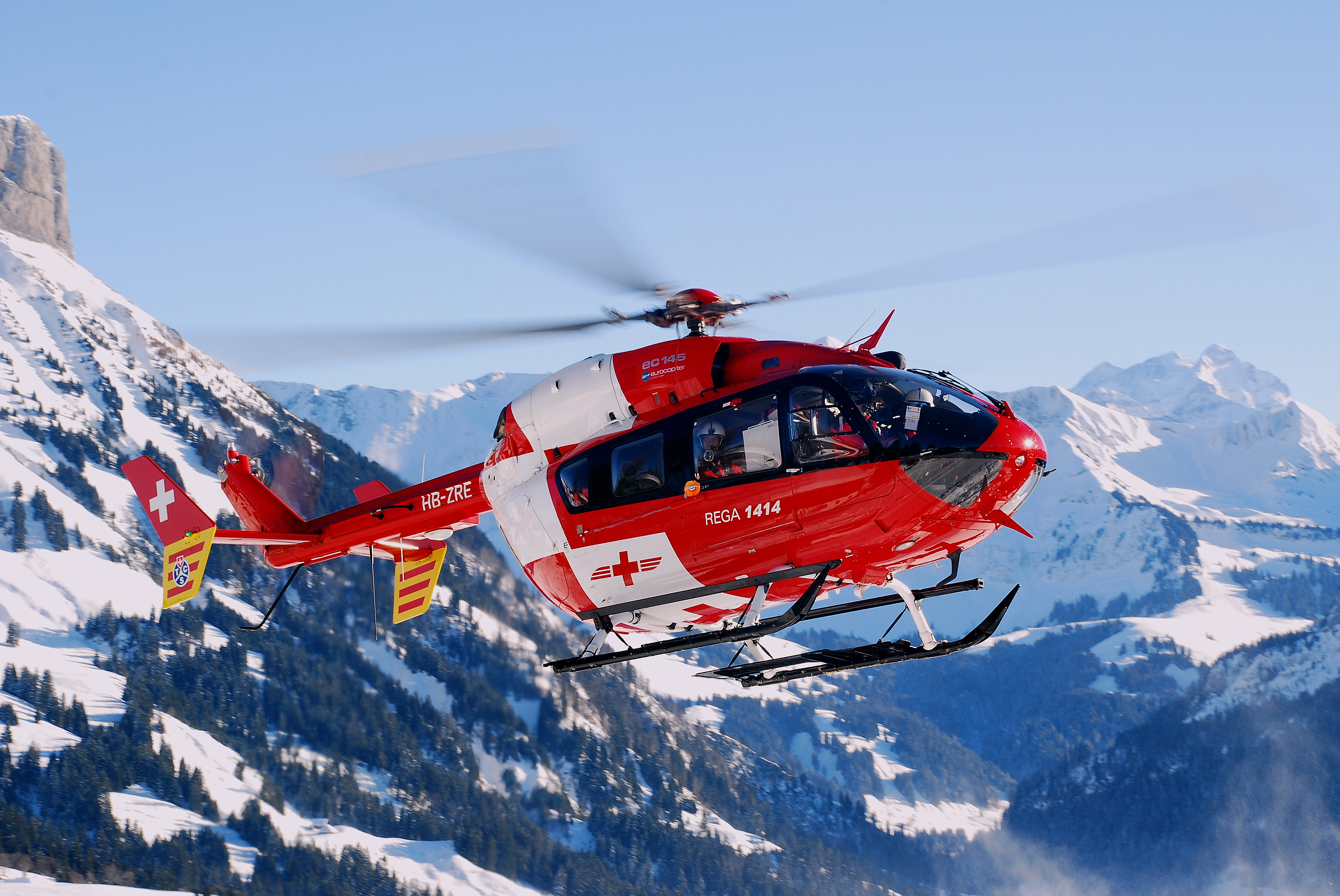

항공 의료 서비스(air medical services)는 헬기, 비행기 등을 이용한 의료 서비스를 말한다.

## 에어 앰뷸런스
에어 앰뷸런스는 헬기, 비행기 등을 이용한다. 헬기를 이용한 에어 앰뷸런스(air ambulance) 응급구조헬기는, 한국에서는 의사가 동승하기 때문에 닥터헬기라고도 부른다.

### 역사

#### 군용
제1차세계대전 당시 에어 앰뷸런스가 실험되기도 했었다.
세계 최초의 에어 앰뷸런스는 프랑스군 비행기로 세르비아 장교가 전장에서 병원으로 이송된 사례이다. 당시 프랑스 기록으로는, 에어 앰뷸런스를 이용할 경우, 부상으로 인한 치사율이 60%에서 10%로 감소된다고 보았다.
영국 최초의 기록은, 1917년 터키에서 무릎에 총상을 입은 낙타부대 군인을 de Havilland DH9 2인승 프로펠러 복엽기로 45분만에 병원으로 이송한 사례가 있다.

#### 민간용
제2차세계대전 이후, 캐나다 서스캐처원주 정부는 북아메리카 최초의 민간용 에어 엠뷸런스를 만들었다.
1947년 J. 월터 셰퍼는 로스 앤젤레스에서 미국 최초의 에어 엠뷸런스를 만들었다. 셰퍼 에어 서비스(Schaefer Air Service)라고 불렀다. 미국 최초의 FAA 인증 에어 엠뷸런스이기도 하다.

## 대한민국
대한민국에서는 2016년 8월 현재 가천대학교 길병원, 안동병원, 목포한국병원, 원주세브란스기독병원은 유로콥터 EC-135를 대한항공으로부터, 원광대학교병원, 단국대학교병원은 아구스타웨스트랜드 AW-109를 유아이헬리제트로부터 임차하여 운영하고 있다. 그러나 임대 비용 문제와 장비 부족 문제로 야간에는 운영하지 못하며, 권역응급의료센터가 닥터헬기를 유치하기만 하고 제대로 활용하지는 못한다는 지적이 있다. 또한 소형 헬기를 활용하여 출동 반경이 제한된다는 지적도 있으며, 구형인 군용헬기나 소방헬기는 야간이나 악천후에도 환자를 이송하지만 신형 닥터헬기가 해가 지고 난 다음에는 환자를 이송하지 않는다는 지적도 있다. 단국대학교병원에 배치된 닥터헬기는 야간에 경비인력이 없어 주취자에 의해 파손되었고, 이 사실은 사건 발생 이틀 뒤에 인지되었다.
그 밖에 울릉도, 독도까지 갈 수 없고, 야간 비행도 불가능하다.

## 같이 보기
- 소방헬리콥터